# Eksperyment Griffitha
Eksperyment Griffitha - przeprowadzony w 1928 roku eksperyment polegał na demonstracji u bakterii zjawiska transformacji i wykazaniu istnienia czynnika transformującego leżącego u podłoża zaobserwowanego zjawiska.
Frederick Griffith zajmował się badaniami nad szczepionką przeciw zapaleniu płuc, na które dziesięć lat wcześniej umierały setki tysięcy chorych podczas epidemii grypy „hiszpanki”.
Zbadał dwa szczepy bakterii Pneumococcus: szczep S, które wytwarzały polisacharydową otoczkę i były zjadliwe oraz szczep R, które bez otoczki były bezbronne wobec układu immunologicznego organizmu. Wirulentne bakterie szczepu S
po zabiciu przez podgrzanie i wstrzyknięciu myszom nie powodowały objawów chorobowych. Jednak jeśli martwe bakterie szczepu S wstrzyknięto razem z żywymi niezjadliwymi bakteriami szczepu R myszy umierały.
Po wyizolowaniu ze zdechłych myszy pneumokoków okazało się, że niezjadliwe bakterie szczepu R nabrały cech szczepu S i zaczęły wytwarzać otoczki polisacharydowe. Cecha ta przenosiła się na następne pokolenia tych pneumokoków. Griffith sformułował hipotezę, że pewien „czynnik transformujący” pochodzący od zabitych przez podgrzewanie bakterii szczepu S dokonał zmiany bakterii R w szczep trwale zjadliwy. Proces ten został nazwany transformacją. Dopiero 16 lat później, w roku 1944, Oswald Avery, Colin Munro MacLeod i Maclyn McCarty z Instytutu Rockefellera w Nowym Jorku, wyjaśnili mechanizmy leżące u podłoża zjawisk zaobserwowanych w tym eksperymencie, równocześnie dowodząc, że czynnikiem transformującym jest DNA.